# Marta Roure

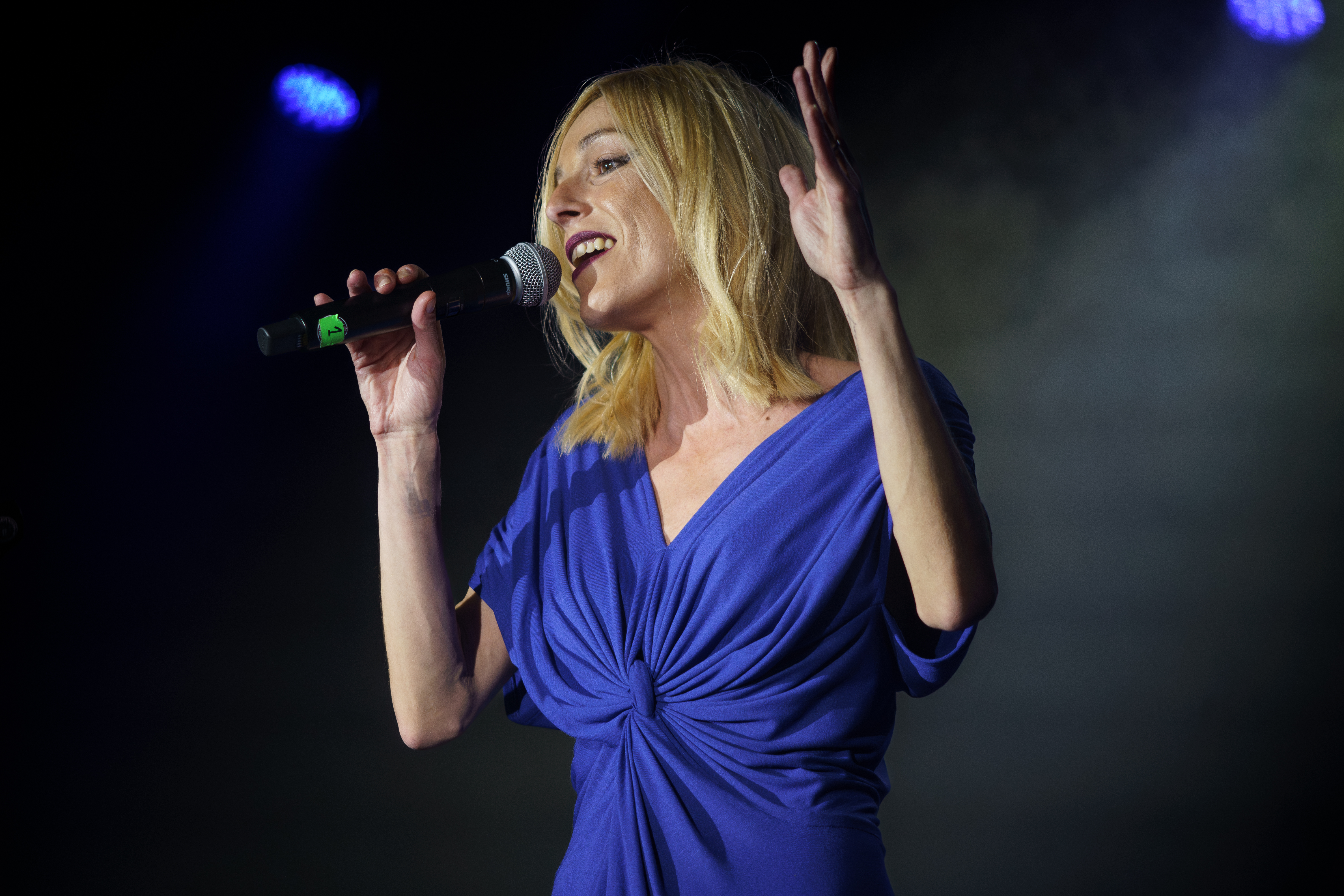
Marta Roure (2024)

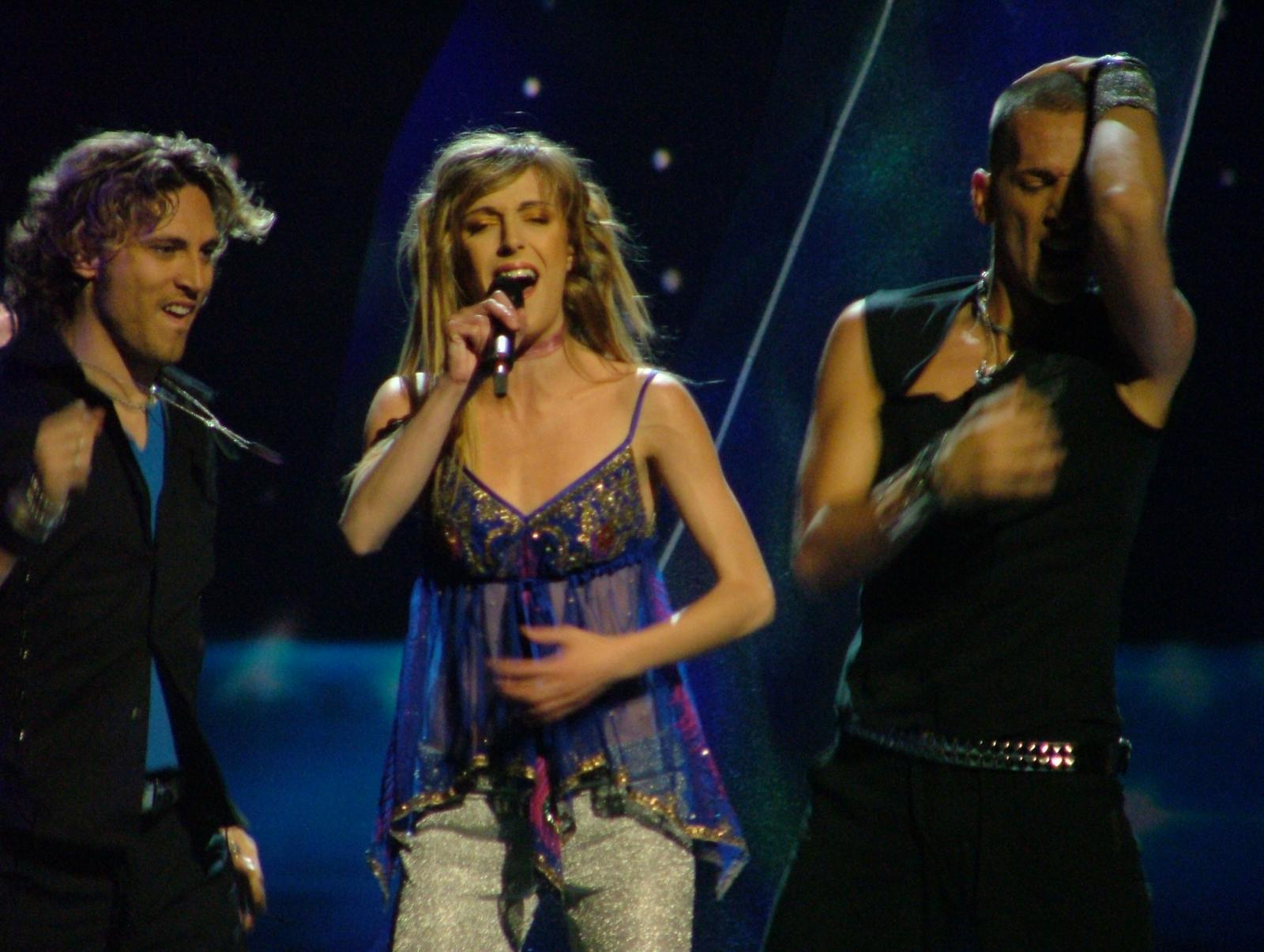
Marta Roure beim Eurovision Song Contest 2004 in Istanbul

Marta Roure Besolí (* 16. Januar 1981 in Andorra la Vella, Andorra) ist eine andorranische Sängerin.

## Leben und Wirken
Roure stammt aus einer musikalischen Familie. Ihr Urgroßvater war Trompeter, ihr Großvater Komponist und ihr Vater Jordi Roure i Torra ist Leiter einer Big Band, Trompeter und Trompetenlehrer. Ihre Tante, Meritxell Roure Morist, ist Klavierlehrerin, ebenso wie ihre Schwester Anna Roure. Ihre Musikausbildung absolvierte Roure am Conservatori de Música d’Andorra. Als Gitarristin, Pianistin und Sängerin begann sie ihre Karriere mit 17 Jahren als Mitglied in der Big Band ihres Vaters. Danach spielte sie in zahlreichen Orchestern und Bands mit.
Der 20. Dezember 2003 wurde sie gemeinsam mit einem Duo Bis a Bis, für die Sendung 12 punts des andorranischen Fernsehens ausgesucht. In dem Wettbewerb konnte sie sich durchsetzen und flog für Andorra, das zum ersten Mal teilnahm, zum Eurovision Song Contest 2004 in Istanbul. Sie erhielt im Halbfinale lediglich 12 Punkte aus Spanien und kam somit nicht über das Semifinale hinaus. Nach dem Eurovision Song Contest veröffentlichte sie ihr Debüt-Album Nua.
Heute arbeitet sie in Barcelona im Departament d’Educació („Bildungsministerium“) der katalanischen Autonomiebehörde Generalitat de Catalunya.